# Hieronymus Snitger

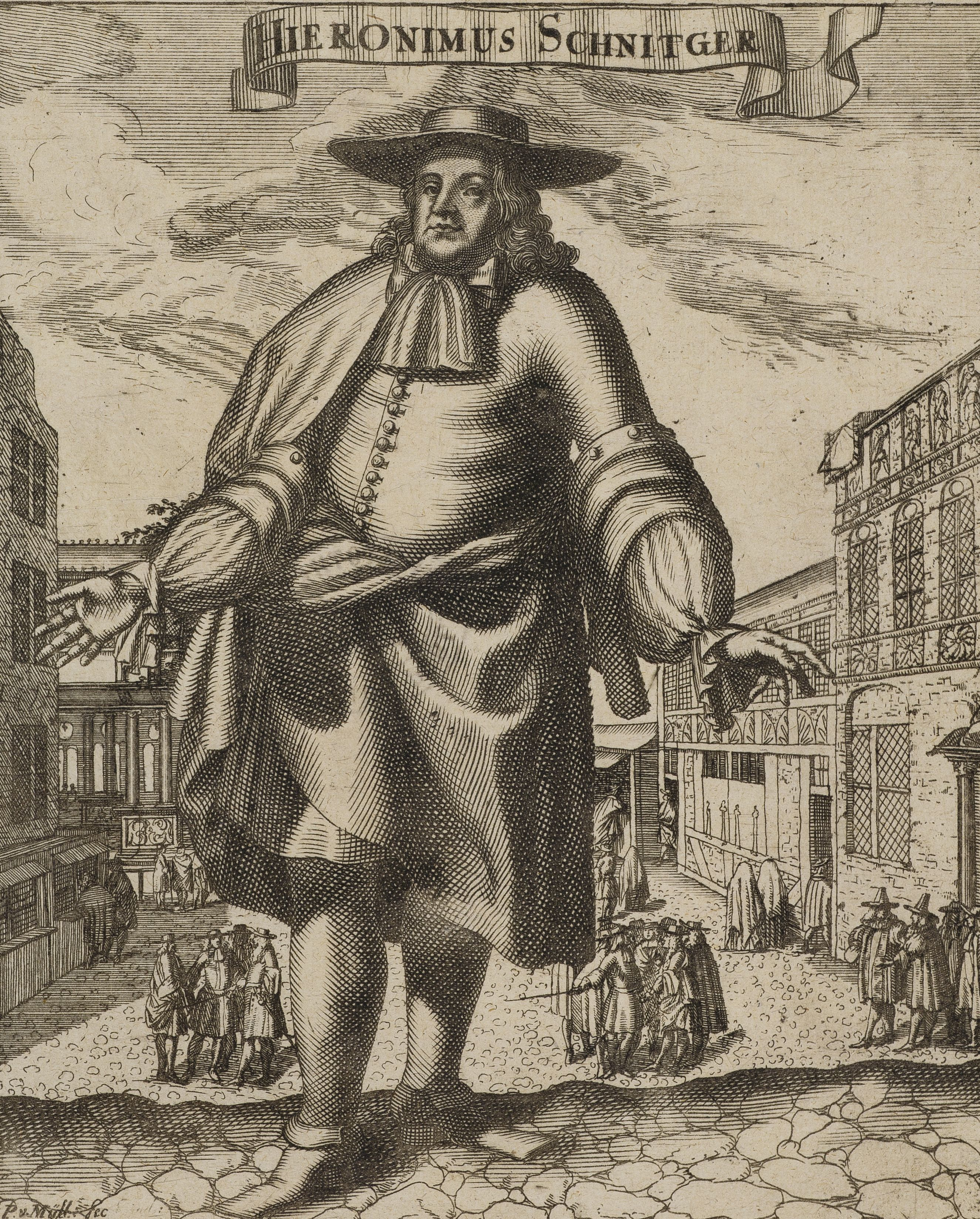
Hieronymus Snitger

Hieronymus Snitger (* 11. September 1648 in Hamburg; † 4. Oktober 1686 ebenda) war ein deutscher Kaufmann und Politiker.

## Leben und Wirken
Snitger war der Sohn eines angesehenen Hamburger Kaufmanns, der sich auf Handelsgeschäfte mit spanischen Geschäftspartnern konzentrierte. Snitger besuchte zunächst das Akademische Gymnasium, bildete sich auf Reisen fort und übernahm anschließend erfolgreich die Geschäfte seines Vaters. Snitger galt als redegewandt, überzeugungsstark, leutselig, freigiebig und risikobereit. Bei politischen Auseinandersetzungen zwischen dem Hamburger Senat und der Hamburger Bürgerschaft stand er oftmals auf Seiten der Bürger. Er arbeitete dabei 14 Jahre lang mit Cord Jastram zusammen. Gemeinsam hatten sie ab 1683 entscheidenden Einfluss auf die Hamburger Politik und konnten unzufriedene Handwerker und Kleingewerbetreibende für sich gewinnen, zu deren Wortführern aufsteigen und im Rahmen der „Jastram-Schnitgerschen Wirren“ die Autorität des Hamburger Rats untergraben.
Während innenpolitische Gegner Jastram als den gefährlicheren von beiden ansahen, galt Snitger bei auswärtigen Mächten als treibende Kraft. 1685 versuchte der kaiserliche Resident daher eine Entführung Snitgers, scheiterte jedoch. Beide beabsichtigten vermutlich, dauerhaft in führenden Positionen tätig sein zu können, was ihnen jedoch durch die Vermengung von Innen- und Außenpolitik nicht gelang. Heinrich Meurer, amtierender Bürgermeister und größter innenpolitischer Kontrahent Snitgers, floh wegen Verratsvorwürfen und drohender Inhaftierung an den Hof des Herzogs von Braunschweig-Lüneburg nach Celle. Hier konnte er die Unterstützung des Herzogs und die des Kaisers für seine Pläne zur Rückkehr an die Spitze der Hansestadt erwirken. Nachdem eine Einigung auf dem Verhandlungsweg gescheitert war, erwog Meurer, militärische Mittel einzusetzen. Snitger und Jastram wandten sich daraufhin an König Christian V. von Dänemark. Dieser nutzte die Gelegenheit, Hamburg nach 1679 1686 erneut zu belagern, woraufhin die Hamburger Bürger sich von Snitger und Jastram abwandten, um Hamburg gegen das feindliche Heer zu verteidigen.
Nach einer Woche Beschuss und auf Druck von benachbarten Mächten beendeten die Dänen nach insgesamt drei Wochen die Belagerung. Jastram und Schnitger wurden daraufhin wegen des Stadtverrats zum Tode verurteilt und vor großer Zuschauermenge hingerichtet. Obwohl das Gerichtsverfahren nicht über alle Zweifel erhaben gewesen sein soll, gab es keine Proteste gegen das Gerichtsurteil. Snitger wurde ausgeweidet, gevierteilt und enthauptet.
Snitgers Kopf wurde am Steintor auf einen Pfahl aufgespießt und blieb dort die nächsten neun Jahre für jedermann sichtbar. Dann ruhte sein Schädel auf einer eisernen Halterung, bis er 1731 zu Boden fiel und endlich beseitigt wurde. Die mit einer Platte versehene Eisenstange, auf der der Kopf gesteckt hatte, wurde erst 1791 entfernt. August Wygand setzte sich 1697 aus der Emigration für eine Rehabilitation der beiden ein.

## Ehrungen
In Hamburg-Horn erinnern seit 1929 die Snitgerreihe und seit 1931 der Snitgerstieg an Hieronymus Snitger.